# Описательная статистика
Описательная статистика или дескриптивная статистика (англ. descriptive statistics) занимается обработкой эмпирических данных, их систематизацией, наглядным представлением в форме графиков и таблиц, а также их количественным описанием посредством основных статистических показателей.
Противопоставляется статистическому выводу в том смысле, что не делает выводов о генеральной совокупности на основании результатов исследования частных случаев. Статистический вывод же предполагает, что свойства и закономерности, выявленные при исследовании объектов выборки, также присущи генеральной совокупности.

## Методы агрегирования данных
Описательная статистика использует три основных метода агрегирования данных:
1. Табличное представление
2. Графическое изображение
3. Расчет статистических показателей

## Табличное представление
Статистическая таблица — система строк и столбцов, в которой в определенной последовательности излагается статистическая информация о социально-экономических явлениях.

## Сводные статистические характеристики

Дифференциальная функция распределения.

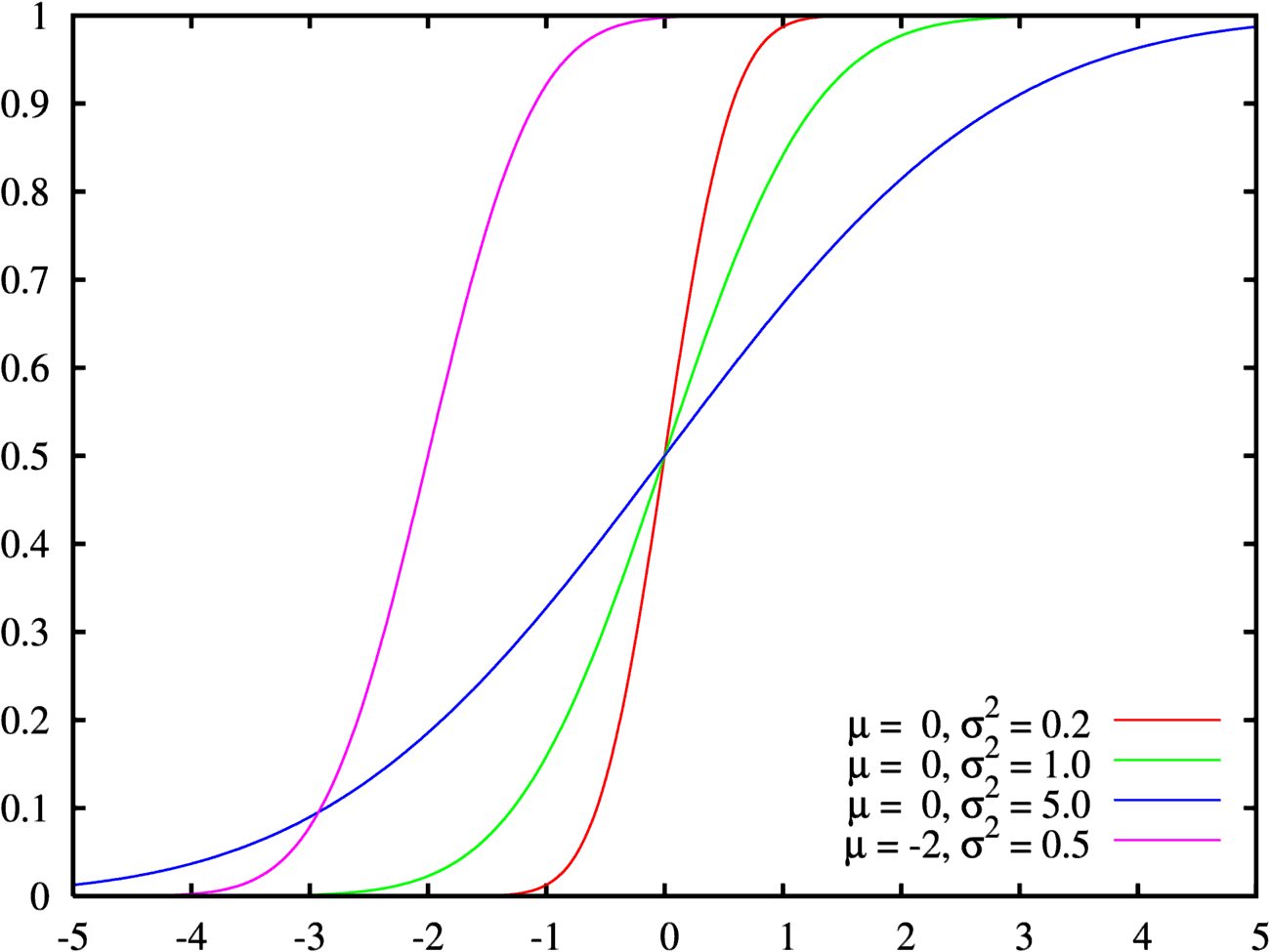
Интегральная функция распределения.

Есть две основные формы описания случайной величины: функция распределения и плотность вероятности (одна дифференциальная, другая интегральная). 
Сводные статистические характеристики — это дополнительные или альтернативные описатели гистограмм и кумулятивных распределений. 
Статистические характеристики — это сводные значения, которые рассчитывается на основе выборки наблюдений, которые обычно, но необязательно является оценкой некоторого параметра совокупности. 
Как правило сводная статистика подразделяются на три категории: 
1. меры местоположения или центрированности (если распределение симметричное все три характеристики равны друг другу) 
  1. Среднее значение
  2. Математическое ожидание
  3. Медиана (не подвержена "выбросам", инструмент для избавления от "выбросов")
  4. Мода
2. меры разброса или рассеивания/местоположения
  1. Дисперсия случайной величины - средний квадрат от среднего, так как квадратичная мера наименее надежна (как среднее не явл. устойчивой характеристикой так и дисперсия, "выбросы сказываются" на дисперсии)
  2. Среднеквадратическое отклонение (практически равна дисперсии)
  3. Минимум, Максимум(экстремальные значения)
  4. Интерквантильный размах
  5. Размах вариации
  6. Интервал
  7. Доверительный интервал
3. меры формы
  1. Коэффициент асимметрии
  2. Коэффициент перекоса

## Дискретные и непрерывные распределения
Распределение бывает как дискретным, так и непрерывным. В случае дискретного распределения, это такое распределение, когда вероятность каждого из значений случайной величины одна и та же. Если есть N количество возможных значений. 
Пример моделирования равномерного распределения. Стоим на остановке, там есть интервал движения 10 минут. В каждый случайный момент (когда подходим к остановке) вероятность того, что автобус пойдет в течение 1 минуты 1/10. А вероятность того, что автобус пойдет в течение 4 минут? Точно такая же - 1/10. Чтобы задать случайную величину нужно задать плотность распределения вероятности на данном отрезке.